# Loud (R5)
Loud è il secondo EP del gruppo musicale pop rock e alternative rock statunitense R5, il primo pubblicato sotto l'etichetta discografica Hollywood Records. È stato pubblicato il 19 febbraio 2013 e precede il primo album della band, Louder.

## Il disco
Loud contiene quattro tracce, contenute anche nell'album di debutto della band, Louder. Dall'EP è stato estratto un singolo omonimo, Loud, reso disponibile nello stesso giorno di pubblicazione dell'EP, il 19 febbraio 2013. Il video ufficiale è invece stato pubblicato il 22 febbraio sul sito del gruppo musicale e sul canale YouTube ufficiale della band.
Grazie al successo ottenuto in Europa e ai concerti sold out del Loud European Tour, il 7 aprile 2014 il gruppo ha pubblicato una seconda versione dell'EP, denominata Loud EP2. Essa contiene otto tracce e si distingue per un nuovo tema della copertina.
Il brano Fallin' for You è stato inserito nella colonna sonora del film del 2013 Universitari - Molto più che amici, diretto da Federico Moccia e con Primo Reggiani e Nadir Caselli.

## Edizioni

### Loud
L'edizione internazionale dell'EP, pubblicata anche in Italia, contiene 4 tracce inedite:
1. Loud – 3:26
2. I Want U Bad – 3:13
3. Fallin' for You – 3:37
4. Here Comes Forever – 3:16

### Loud EP1 - Spanish Edition
L'edizione Loud EP1 - Spanish Edition, pubblicata a gennaio 2014, contiene sei brani, tra cui la versione acustica del singolo Loud.
1. Loud – 3:26
2. Pass Me By – 3:21
3. Forget About You – 3:21
4. I Want U Bad – 3:13
5. Cali Girls – 3:28
6. Loud (versione acustica) – 3:26

### Loud EP2 - Spanish Edition
L'edizione Loud EP2 - Spanish Edition, pubblicata ad aprile 2014, contiene otto brani, tra cui la traccia esclusiva Crazy Stupid Love.
1. Ain't No Way We're Goin' Home – 3:06
2. If I Can't Be with You – 2:55
3. Love Me Like That – 3:21
4. One Last Dance – 3:21
5. Fallin' for You – 3:36
6. Here Comes Forever – 3:15
7. Wishing I Was 23 – 3:08
8. Crazy Stupid Love – 2:56

## Promozione

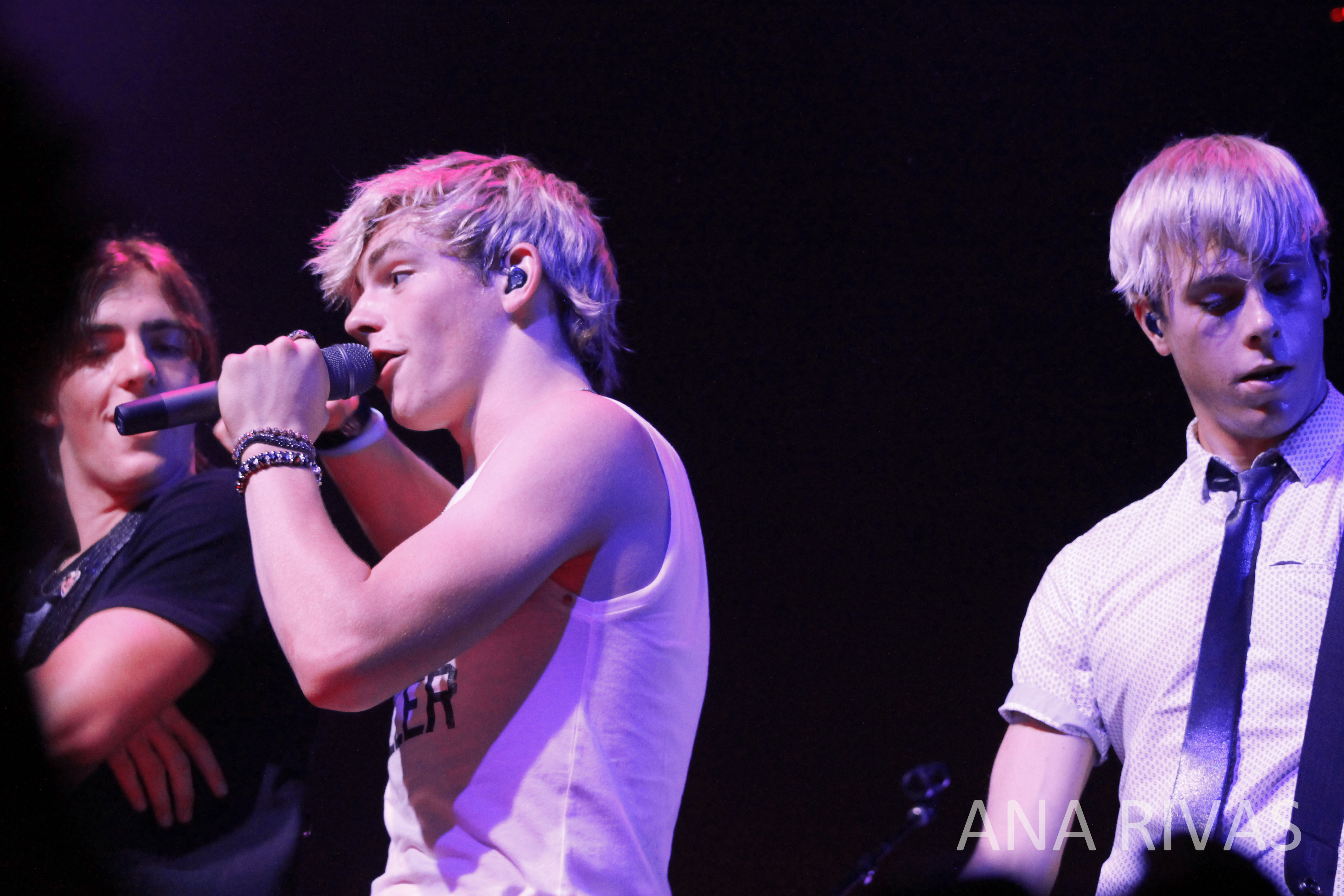
Gli R5 durante un concerto

### Singoli
Il brano Loud è stato estratto come singolo il 19 febbraio 2013. Esso è stato reso disponibile nei formati fisico e digitale ed è stato accompagnato da un video musicale.

### Tour
Nell'ambito della promozione dell'EP, gli R5 hanno intrapreso il loro primo tour mondiale, il Loud World Tour.
Esso ha avuto inizio il 15 marzo 2013 a Santa Ana, negli Stati Uniti, e ha portato il gruppo ad esibirsi negli Stati Uniti, in Canada, in Francia, nel Regno Unito e in Australia.

## Classifiche
| Classifica (2013) | Posizione |
| ----------------- | --------- |
| USA Billboard 200 | 69        |

## Date di pubblicazione
| Paese       | Data             | Versione | Formato               | Etichetta         |
| ----------- | ---------------- | -------- | --------------------- | ----------------- |
| Canada      | 15 febbraio 2013 | Standard | CD, download digitale | Hollywood Records |
| Stati Uniti | 15 febbraio 2013 | Standard | CD, download digitale | Hollywood Records |
| Italia      | 1º gennaio 2014  | Standard | CD, download digitale | Hollywood Records |
| Regno Unito | 28 febbraio 2013 | Standard | CD, download digitale | Hollywood Records |
| Irlanda     | 28 febbraio 2013 | Standard | CD, download digitale | Hollywood Records |